# Suïcidi d'İsa Şahmarlı
El suïcidi d'İsa Şahmarlı és el cas d'İsa Şahmarlı (1994-22 de gener de 2014), que fou un activista LGBT a l'Azerbaidjan. Membre de l'organització Azad LGBT que opera a l'Azerbaidjan, es va suïcidar penjant-se amb una bandera de l'arc de Sant Martí en l'oficina on treballava a conseqüència de la pressió a la qual va ser sotmès després de sortir de l'armari a la seva família i amics.
İsa Şahmarlı va deixar un missatge en el seu compte de Facebook que deia:
| « | (àzeri) Gedirəm. Hamınız haqqınızı halal edin. Bu ölkə, bu dünya mənə görə deyil. Mən xoşbəxt olmağa gedirəm. İslam Səfərli küçəsi 59. Qapını açıq qoyuram. Anama da deyərsiz ki, onu çox sevirəm. Hamınız ölümümdə günahkarsız. Bu dünya mənim rənglərimi daşıyacaq qədər güclü deyil. Əlvida | (català) Me'n vaig. Que Déu us beneeixi. Aquest país, aquest món no són per a mi… Me'n vaig per a ser feliç… I digues-li a la mama que me l'estimava molt. Sou tots pecadors de la meva mort. Aquest món no és prou fort per a portar els meus colors. Adeu | » |

En una entrevista que va concedir unes setmanes abans de suïcidar-se, va descriure com li pegaven els seus amics en la universitat i com li insultaven els seus professors:
«Des que les persones LGBT a Turquia van començar a sortir de l'armari, la societat no va poder oprimir-los. No obstant això, les persones LGBT d'aquí continuen sense ser valentes. Les organitzacions LGBT de Turquia treballen ara amb les famílies. Continuem intentant reunir valents LGBT al nostre voltant. No volen sortir, no volen lluitar per l'organització. Organitzem jornades de cinema, venen, però quan se'n van s'amaguen perquè ningú els vegi. L'organització em va oferir un lloc de feina a Turquia, però no el vaig acceptar. Vaig optar per quedar-me aquí i lluitar pels drets de les persones LGBT», va dir al final de l'entrevista: «Desitjo que la nostra societat no tingui prejudicis. Abans d'odiar, haurien de llegir «què és l'homosexualitat» en Internet. Llavors són lliures d'odiar. Les persones LGBT, en canvi, han de ser valents. Jo també tenia dubtes al principi, però ara tinc el meu propi treball. Visc en la meva pròpia casa separada de la meva família. Puc establir tot amb el meu propi esforç. És a dir, pots aconseguir qualsevol cosa si ho desitges».

## Reaccions
Després de la mort de Şahmarlı, l'organització Nefes LGBT va dir en un comunicat: «Declarem que hem proclamat el 22 de gener com el «Dia de l'Orgull LGBT» a l'Azerbaidjan com a senyal de respecte i homenatge a l'esperit de les persones LGBT que han estat víctimes de crims d'odi». A Turquia, els activistes LGBT van organitzar marxes contra l'homofòbia a Ankara, Gaziantep, Istanbul i Mersin.